# آکانتودوراس
آکانتودوراس (نام علمی: Acanthodoras) نام یک سرده از راسته گربه‌ماهی‌سانان است.